# 贝端
贝端（法語：Bédoin，法語發音：[bedwɛ̃]）是法国普罗旺斯-阿尔卑斯-蓝色海岸大区沃克吕兹省的一个市镇，属于卡庞特拉区。

## 地理
贝端（44°7'24"N, 5°10'47"E）面积91.03 平方千米，位于法国普罗旺斯-阿尔卑斯-蓝色海岸大区沃克吕兹省，该省份为法国东南部内陆省份，北起德龙省，西北接阿尔代什省，西接加尔省，南至罗讷河口省，东南角与瓦尔省接壤，东临上普罗旺斯阿尔卑斯省。
与贝端接壤的市镇（或旧市镇、城区）包括：博蒙迪旺图、布朗特、克里永勒布拉沃、弗拉桑、马洛塞讷、莫尔穆瓦龙、圣莱热迪旺图、圣皮埃尔德瓦索勒、索村。

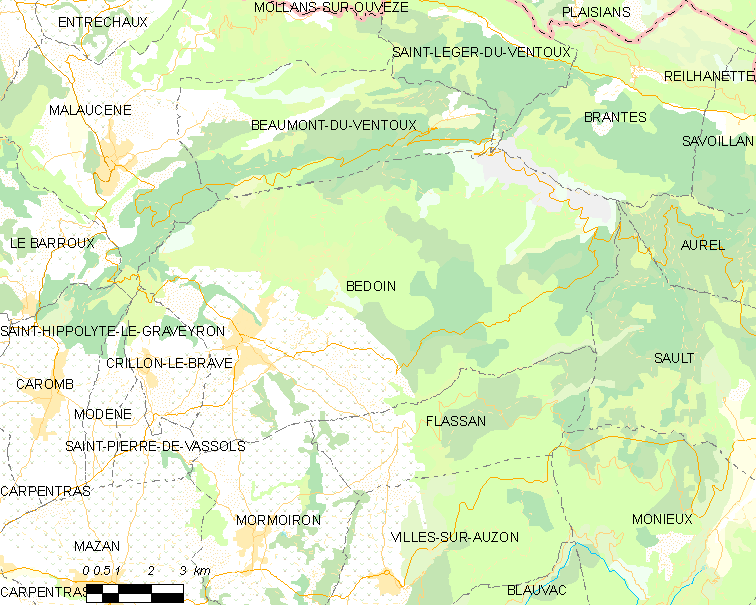
贝端的OSM定位图

贝端的时区为UTC+01:00、UTC+02:00（夏令时）。

## 行政
贝端的邮政编码为84410，INSEE市镇编码为84017。

## 政治
贝端所属的省级选区为佩尔讷莱方丹县。

## 人口

1962-2008年间贝端人口变化图示

贝端于2022年1月1日时的人口数量为3077人。